# Aleksandar Šapić
Aleksandar ("Aca") Šapić (Servisch: Александар ("Аца") Шапић) (Belgrado, 1 juni 1978) is een Servische politicus en voormalig waterpoloër. Sinds 2022 is hij de burgemeester van de Servische hoofdstad Belgrado.
Šapić nam als waterpoloër viermaal deel aan de Olympische Spelen: in 1996, 2000, 2004 en 2008. Hij eindigde met het Servische team tweemaal op een derde en eenmaal op een tweede plaats. Hij staat bekend om zijn enorme aantal doelpunten en aanvallend gevaar. In totaal speelde hij 377 wedstrijden voor Joegoslavië, Servië & Montenegro en Servië; hierin scoorde hij 953 doelpunten.
Na zijn sportcarrière begaf Šapić zich in de politiek. Op 20 juni 2022 werd hij verkozen tot burgemeester van Belgrado.

## Waterpolocarrière

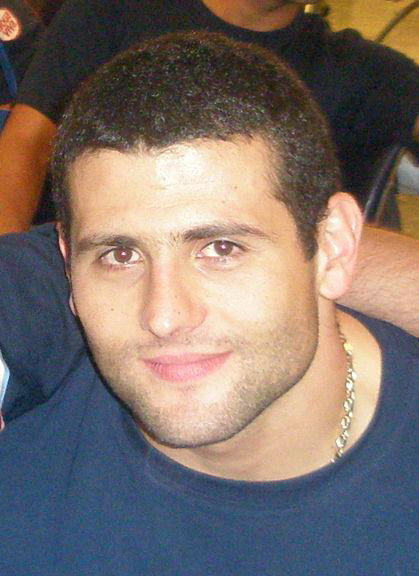
Šapić tijdens zijn waterpolocarrière

Aleksandar Šapić begon met waterpolo op 8-jarige leeftijd en doorliep alle jeugdteams van Red Star Belgrade. In december 1992 verkaste hij naar VK Partizan. In zijn eerste jaar bij Partizan maakte hij zijn debuut op 13-jarige leeftijd. Na anderhalf jaar ging hij naar Crvena zvezda en kwam in het nationale team. Vanaf het seizoen 1994-1995 speelde hij zeven seizoenen voor VK Bečej, hier won hij zesmaal de Joegoslavische titel en zesmaal de Joegoslavische beker. In het seizoen 1999-2000 bracht hij zijn team de European Champions League mede door vijf doelpunten in de finale tegen Zagrebs VK Mladost. Tevens was hij topscorer van de Champions League met 39 doelpunten.
In 2001 ging Šapić voor Camogli spelen in Italië, na drie seizoenen verhuisde hij naar Savona. In zijn eerste seizoen bij Savona leidde hij de club naar de landstitel. In mei 2006 transfereerde hij naar het Russische Shturm uit Chekhov. Hij beëindigde zijn professionele sportcarrière in 2009.
Vanaf 1995 is Šapić ruim 11 seizoenen lang altijd topscorer van zijn competitie geweest, ongeacht waar hij speelde.

### Behaalde resultaten met het nationaal team
Olympische Spelen
- 1996 7e Atlanta, Verenigde Staten
- 2000 3e Sydney, Australië
- 2004 2e Athene, Griekenland
- 2008 3e Peking, China

Wereldkampioenschappen
- 1998 3e Perth, Australië
- 2001 2e Fukuoka, Japan
- 2003 3e Barcelona, Spanje
- 2005 1e Montréal, Canada
- 2007 4e Melbourne, Australië

World League
- 2004 2e Long Beach, Verenigde Staten
- 2005 1e Belgrado, Servië
- 2006 1e Athene, Griekenland
- 2007 1e Berlijn, Duitsland
- 2008 1e Genova, Italië

Europese Kampioenschappen
- 1997 2e Sevilla, Spanje
- 2001 1e Boedapest, Hongarije
- 2003 1e Kranj, Slovenië
- 2006 1e Belgrado, Servië
- 2008 2e Málaga, Spanje

## Politieke carrière
In 2012 werd Šapić gekozen tot voorzitter van de deelgemeenteraad van Novi Beograd, en in 2016 herkozen. In 2020 nam hij deel aan de parlementsverkiezingen met een eigen lijst: SPAS (Servian Patriotic Alliance), die 4 procent van de stemmen behaalde. Deze verkiezingen werden door een groot deel van de oppositie echter geboycot. Al gauw sloot hij zich aan bij de regeringspartij Servische Progressieve Partij (SNS), waarvoor hij in april 2022 lijsttrekker was bij de gemeenteraadsverkiezingen in Belgrado. Met een kleine meerderheid werd hij door de nieuwe gemeenteraad op 20 juni 2022 gekozen tot burgemeester van de hoofdstad.
Ćirić · 
Filipović · 
Gocić · 
Peković · 
Pijetlović · 
Prlainović · 
Šapić · 
Savić · 
Šefik · 
Soro · 
D. Udovičić (coach) · 
V. Udovičić · 
Vujasinović